# Krakovsko staro mjesto
Krakovsko Staro mjesto (poljski: Stare Miasto) je povijesna gradska jezgra grada Krakova koja ima mnogo kulturno-povijesnih spomenika iz raznih stilova i razdoblja gradske povijesti. Ona je od 1978. godine uvrštena na UNESCO-ov popis mjesta svjetske baštine u Europi kao prvi grad u svijetu koji je upisan na taj popis.
Glavni trg (Rynek Główny) je najveći srednjovjekovni trg u Europi. Na njemu je znamenita gotička Bazilika sv. Marije (Kościół Mariacki) s poznatim oltarom Veita Stossa, ali i druge crkve kao što su Crkva sv. Vojtjeha (Kościół św. Wojciecha) i Crkva sv. Barbare. Cijeli trg je okružen kućama u nizu (kamienice) i bogatijim rezidencijama, a u sredini je jedna od najvećih znamenitosti trga,renesansna cehovska građevina Sukiennice s brojnim trgovinama i Nacionalnom umjentičkom galerijom na katu. Trgom dominira toranj bivše gradske vijećnice (Wieża ratuszowa).
Zapravo cijelom četvrti prolazi "Kraljevska cesta" kojom su poljski kraljevi ceremonijalno prolazili tijekom krunidbe. Ona polazi od Crkve sv. Florijana na sjevernoj srednjovjekovnoj četvrti Kleparz, prolazi pored gradske utvrde Barbakan (1499.) i kroz Florijanova vrata prolazi kroz Staro mjesto Florijanovom ulicom nagore do Wawela koji je bio sjedište poljskog kraljevstva. 
Najvažnije gradske znamenitosti, kao što su katedrala i kraljevski dvorac, su smještene upravo na brdu Wawel. Katedrala sv. Stanislava i Vaclava se smatra poljskim nacionalnim svetištem i u njoj su pokopani poljski kraljevi i mnogi ugledni Poljaci. Dvorac je sagradio kralj Kazimir III. Veliki u gotičkom stilu i ima vrlo važnu ulogu u poljskoj povijesti.
Gradske srednjovjekovne zidine, duljine 3 km, imale su 46 tornjeva i sedam gradskih vrata koji su podignuti od 13. do 15. stoljeća. One su u 19. stoljeću srušene i njihov jarak je zatrpan kako bi se napravio najpoznatiji gradski park, park Planty. On okružuje stari grad i uređen je na mjestu porušenih gradskih zidina od kojih su sačuvana gotička gradska vrata (Barbakan). Značajan je i povijesni židovski dio grada (Kazimierz) sa starom sinagogom.
- Utvrđena gradska vrata Barbakan
- Florijanova vrata
- Glavi trg u sumrak
- Bazilika sv. Marije
- Crkva sv. Vojtjeha
- Kamienice na Glavnom trgu
- Krakovske Sukiennice
- Toranj gradske vijećnice
- Park Planty iz zraka
- Kazalište Juliusz Słowacki

Najvažnija znamenitost u okolici grada je stari rudnik soli Wieliczka koji je otvoren za turiste i nalazi se na UNESCO-ovom popisu svjetske baštine. Unutar rudnika postoje brojne skulpture i poznata podzemna kapelica.

## Vanjske poveznice
- Satelite Fotografije Krakovskog starog mjesta na Google Maps
- Stari grad Krakov  Arhivirana inačica izvorne stranice od 22. travnja 2012. (Wayback Machine) sa Krakow-Poland.com  Arhivirana inačica izvorne stranice od 6. siječnja 2010. (Wayback Machine)